# Зильберштедт
Зильберштедт (нем. Silberstedt) — община в Германии, в земле Шлезвиг-Гольштейн. 
Входит в состав района Шлезвиг-Фленсбург. Подчиняется управлению Зильберштедт.  Население составляет 2197 человек (на 31 декабря 2010 года). Занимает площадь 37,9 км².